# Denkmal der Befreiung von Ermland und Masuren

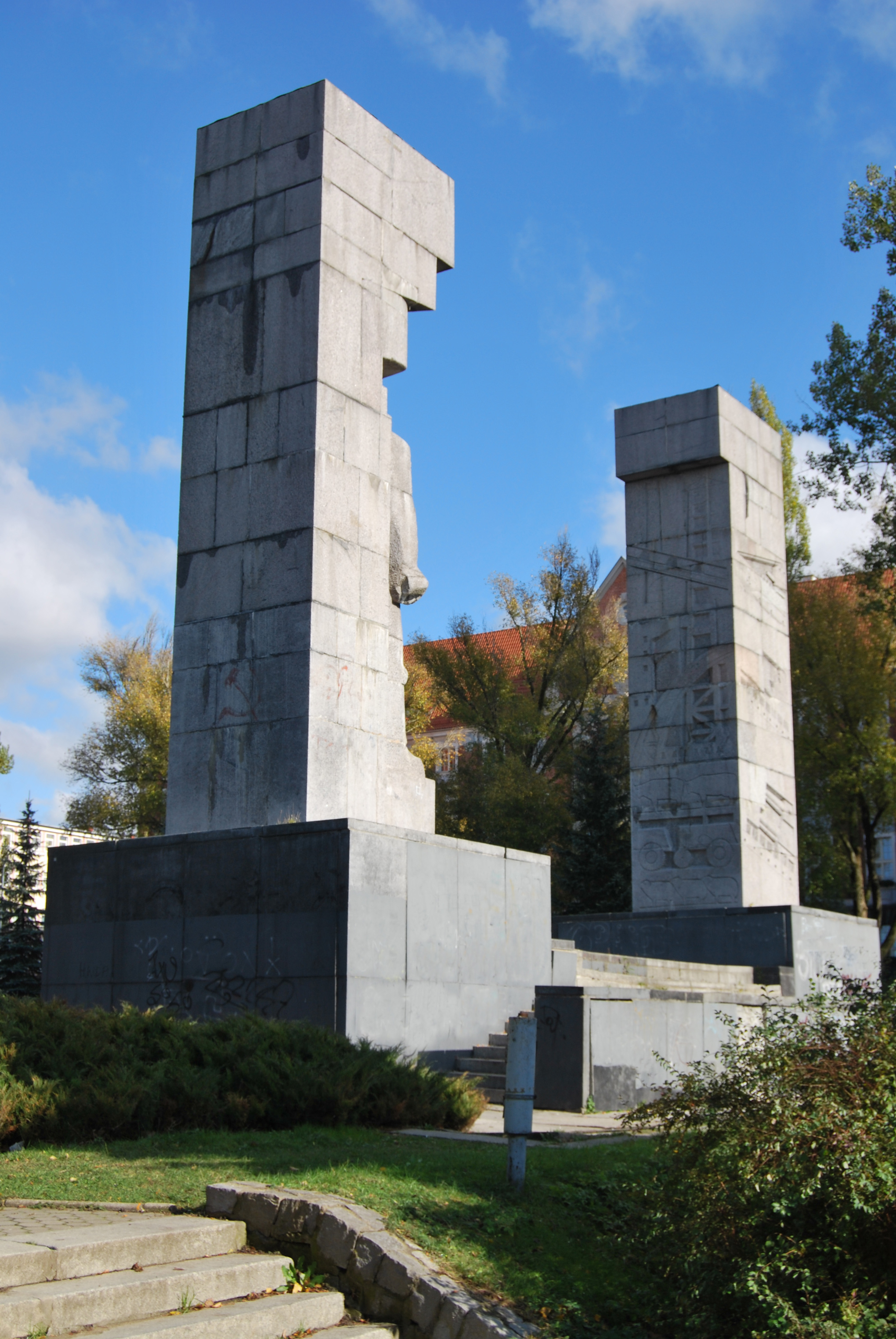
Denkmal der Befreiung von Ermland und Masuren

Das Denkmal der Befreiung von Ermland und Masuren (Pomnik Wyzwolenia Ziemi Warmińsko-Mazurskiej) befindet sich seit 1954 im Zentrum von Olsztyn und erinnert an die Befreiung Ermlands und Masurens durch die Rote Armee 1944.

## Geschichte
Das Denkmal wurde nach dem Zweiten Weltkrieg von Xawery Dunikowski im Stil des Realsozialismus geschaffen und hieß ursprünglich Denkmal der Dankbarkeit für die Rote Armee. Inoffiziell wurde es als Die Galgen bezeichnet. Es symbolisiert einen zerbrochenen Triumphbogen. Bei der Errichtung wurden Bauelemente des Tannenberg-Denkmals verwendet. Die Reliefs stellen Kriegshandlungen dar. Nach 1989 wurde das Denkmal umbenannt. Es wird kontrovers diskutiert, ob es abgebaut werden soll. 2022 wurden die Symbole Hammer und Sichel der Sowjetunion von dem Denkmal entfernt.